# Gamma Ray
Gamma Ray – zespół muzyczny z Niemiec grający power metal, założony przez byłego gitarzystę i wokalistę Helloween, Kaia Hansena. Zespół zdobył dużą popularność w Niemczech, Japonii oraz niemałą w Polsce. Pierwotnie ich debiutancki album Heading for Tomorrow był podpisywany pod Kaia Hansena. Wokal pierwotnie należał do Ralfa Scheepersa (obecnie Primal Fear).

## Muzycy

### Obecny skład zespołu
- Kai Hansen – gitara (od 1989), wokal (od 1995)
- Dirk Schlächter – gitara (1990–1996), gitara basowa (od 1997)
- Michael Ehre – perkusja (od 2012)
- Henjo Richter – gitara, keyboard (od 1997)

### Byli członkowie zespołu
- Dan Zimmermann – perkusja (1997-2012)
- Uwe Wessel – gitara basowa (1989–1992)
- Matthias Burchardt – perkusja (1989–1990)
- Ralf Scheepers – wokal (1989-1994)
- Uli Kusch – perkusja (1990–1992)
- Jan Rubach – gitara basowa (1992–1997)
- Thomas Nack – perkusja (1992–1996)

### Muzycy koncertowi
- Alessio Gori – keyboard (od 2007)
- Jörn Ellerbrock – keyboard (1990)
- Mike Terrana – perkusja (1998)
- Chris Bay – wokal (1999)
- Jörg Schrör – gitara basowa (2000)
- Kasperi Heikkinen – gitara (2006)
- Eero Kaukomies – keyboard (2006–2007)
- Henning Basse – wokal (2008)

## Dyskografia

### Albumy
| Rok                            | Tytuł                                                                        | Pozycja na liście | Pozycja na liście | Pozycja na liście | Pozycja na liście | Pozycja na liście | Pozycja na liście | Pozycja na liście | Pozycja na liście |
| Rok                            | Tytuł                                                                        | DEU               | SWE               | FIN               | AUT               | FRA               | BEL               | CHE               | GRE               |
| ------------------------------ | ---------------------------------------------------------------------------- | ----------------- | ----------------- | ----------------- | ----------------- | ----------------- | ----------------- | ----------------- | ----------------- |
| 1990                           | Heading for Tomorrow - Data: 26 lutego 1990 - Wydawca: Noise Records         | –                 | 45                | –                 | –                 | –                 | –                 | 29                | —                 |
| 1991                           | Sigh No More - Data: 23 września 1991 - Wydawca: Noise Records               | –                 | –                 | –                 | –                 | –                 | –                 | –                 | —                 |
| 1993                           | Insanity and Genius - Data: 28 września 1993 - Wydawca: Noise Records        | 93                | –                 | –                 | –                 | –                 | –                 | –                 | —                 |
| 1995                           | Land of the Free - Data: 29 maja 1995 - Wydawca: Noise Records               | 54                | –                 | –                 | –                 | –                 | –                 | –                 | —                 |
| 1997                           | Somewhere Out in Space - Data: 25 sierpnia 1997 - Wydawca: Noise Records     | 39                | 59                | 17                | –                 | –                 | –                 | –                 | —                 |
| 1999                           | Powerplant - Data: 23 marca 1999 - Wydawca: Noise Records                    | 25                | 51                | 32                | 45                | –                 | –                 | –                 | —                 |
| 2001                           | No World Order - Data: 10 września 2001 - Wydawca: Metal-Is                  | 23                | 27                | 19                | –                 | 70                | –                 | –                 | —                 |
| 2005                           | Majestic - Data: 11 października 2005 - Wydawca: Metal-Is                    | 39                | 20                | 28                | –                 | 169               | –                 | –                 | —                 |
| 2007                           | Land of the Free II - Data: 19 listopada 2007 - Wydawca: Steamhammer Records | –                 | 57                | –                 | –                 | 194               | –                 | –                 | —                 |
| 2010                           | To the Metal! - Data: 29 stycznia 2010 - Wydawca: earMUSIC                   | 24                | 25                | 31                | –                 | 96                | 94                | 55                | 2                 |
| 2014                           | Empire of the Undead - Data: 28 marca 2014 - Wydawca: earMUSIC               | 13                | 26                | 12                | 46                | 89                | –                 | 21                | —                 |
| "—" pozycja nie była notowana. |                                                                              |                   |                   |                   |                   |                   |                   |                   |                   |

### Albumy koncertowe
| 1996                           | Alive '95 - Data: 28 maja 1996 - Wydawca: Noise Records                           | –  | —   |
| 2003                           | Skeletons in the Closet - Data: 25 sierpnia 2003 - Wydawca: Metal-Is              | 56 | 141 |
| 2008                           | Hell Yeah!! The Awesome Foursome - Data: 24 października 2008 - Wydawca: SPV GmbH | 79 | —   |
| "—" pozycja nie była notowana. |                                                                                   |    |     |

### Minialbumy
| 1990                           | Heaven Can Wait - Data: październik 1990 - Wydawca: Noise Records | —   |
| 1996                           | Silent Miracles - Data: 7 lutego 1996 - Wydawca: Noise Records    | —   |
| 2011                           | Skeletons & Majesties - Data: 8 kwietnia 2011 - Wydawca: earMUSIC | —   |
| 2013                           | Master of confusion - Data: 15 maja 2013 - Wydawca: earMUSIC      | 148 |
| "—" pozycja nie była notowana. |                                                                   |     |

### Kompilacje
| Rok  | Tytuł                                                                |
| ---- | -------------------------------------------------------------------- |
| 1997 | The Karaoke Album - Data: 1997 - Wydawca: Noise Records              |
| 2000 | Blast from the Past - Data: 20 czerwca 2000 - Wydawca: Noise Records |